# 惠阳邓仲元旧居
惠阳邓仲元旧居，位于中国广东省惠州市惠阳区淡水镇拔子园，为广东省文物保护单位，类型为近现代重要史迹及代表性建筑，公布时间为2015年12月。
邓仲元故居的历史年代为民国。